# Finschia carrii
Finschia carrii là một loài thực vật có hoa trong họ Quắn hoa. Loài này được (Sleumer) C.T.White miêu tả khoa học đầu tiên năm 1949.